# Ménil-la-Horgne
Ménil-la-Horgne ist eine französische Gemeinde mit 175 Einwohnern (Stand: 1. Januar 2022) im Département Meuse in der Region Grand Est (bis 2015 Lothringen). Sie gehört zum Arrondissement Commercy und zum Kanton Vaucouleurs.

## Geografie
Ménil-la-Horgne liegt etwa sieben Kilometer südwestlich von Commercy. Umgeben wird Ménil-la-Horgne von den Nachbargemeinden Commercy im Norden und Nordosten, Laneuville-au-Rupt im Osten, Naives-en-Blois im Süden, Méligny-le-Grand im Südwesten sowie Saulvaux im Westen.
Durch die Gemeinde führt die Route nationale 4.

## Bevölkerungsentwicklung
| Jahr                       | 1962 | 1968 | 1975 | 1982 | 1990 | 1999 | 2006 | 2019 |
| Einwohner                  | 173  | 176  | 126  | 146  | 126  | 133  | 146  | 167  |
| Quellen: Cassini und INSEE |      |      |      |      |      |      |      |      |

## Sehenswürdigkeiten
- Reste des Klosters Riéval aus dem 12. Jahrhundert
- Kirche Saint-Bénigne aus dem Jahre 1840

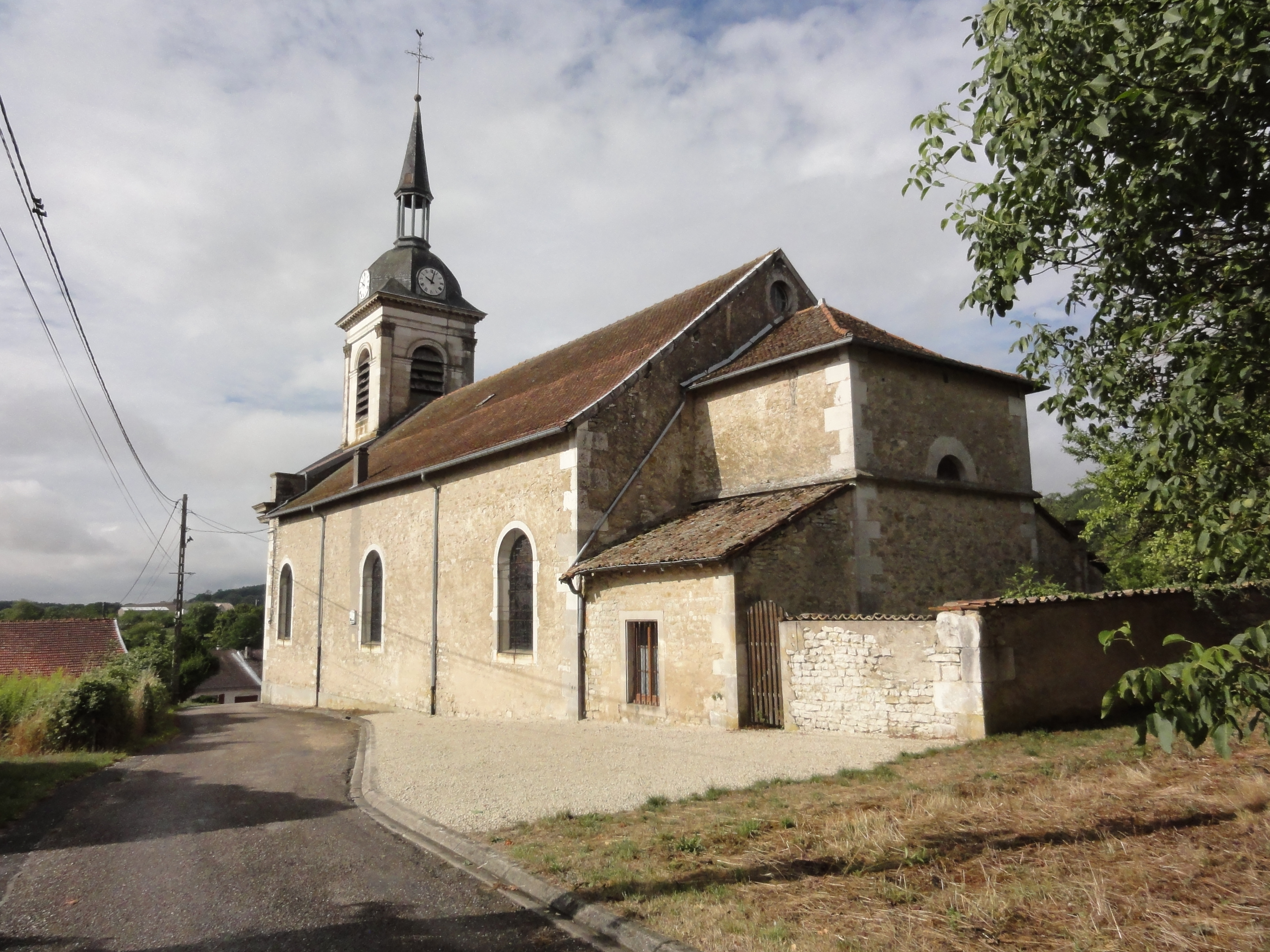
Kirche Saint-Bénigne